# Roberto Capparelli
Roberto Capparelli Coringrato (18 novembre 1923 – 2000) è stato un calciatore argentino naturalizzato boliviano, di ruolo attaccante. Era soprannominato Capa.

## Carriera

### Club
Nel 1948 fu, con sette marcature, il capocannoniere dell'unica edizione della Coppa dei Campioni del Sudamerica.

### Nazionale
Prese parte con la nazionale bolivia ai Mondiali del 1950.